# コローニェ
コローニェ（伊: Cologne）は、イタリア共和国ロンバルディア州ブレシア県にある、人口約7,500人の基礎自治体（コムーネ）。

## 地理

### 位置・広がり
オルファーノ(it:Monte Orfano)山麓のフランチャコルタにある。

#### 隣接コムーネ
隣接するコムーネは以下の通り。
- キアーリ
- コッカーリオ
- エルブスコ
- パラッツォーロ・スッローリオ

### 地震分類
イタリアの地震リスク階級 (it) では、3 に分類される
。